# Miguel Cardoso de Almeida
  Miguel Cardoso de Almeida 
O mais remoto membro desta família nos Açores, de que é possível dar noticia, é Miguel Cardoso de Almeida, que nasceu no último quartel do século XVII.
O seu solar era a Casa de Posto Santo, onde teve o assento do morgado na freguesia de Santa Luzia (Angra do Heroísmo), de Angra do Heroísmo.
Também tinham moradia na rua da Sé, da dita cidade. Uma casa de habitação, que ainda conserva na sua frontaria o Brasão da Família, apesar de estar em poder de estranhos, assim como o dito solar.
Miguel Cardoso de Almeida, foi casado com D. Bernarda Carreiro Tavares, de quem teve:
1 - Fabião António de Almeida Tavares, que foi doutor, nasceu na vila de Tentugal. Foi capitão, familiar do Santo Ofício em 28 de Junho de 1766.
Senhor e herdeiro da casa de seu pai.  Casou a 30 de Julho de 1748, no Oratório da Casa de Posto Santo, com D. Vicência Mariana do Canto Morais Pamplona.
Foram pais de:
1 – António de Almeida Tavares do Canto
2 – D. Mariana Isabel de Almeida Tavares do Canto que casou com Manuel Luís Lopes Monteiro de Amorim.